# 혼자가 아니야
《혼자가 아니야》는 2004년 10월 11일부터 2005년 2월 21일까지 총 18부작으로 방송되었던 SBS의 시트콤이다.

## 트리비아
본래 일일 시트콤으로 6개월 동안 120부작으로 방영될 예정이었으나 2004년 10월 SBS 가을개편으로 일일편성되던 시트콤이 폐지되어 그 시간대에 다른 프로그램들을 편성하면서 매주 월요일 밤 9시대에 주간 시트콤으로 새롭게 편성되었다. 신동엽과 공형진이 투톱을 맡아 귀신과의 기막힌 동거라는 색다른 컨셉트로 24부작으로 야심차게 출발했던 혼자가 아니야는 MBC 뉴스데스크, KBS 9시 뉴스와 경쟁해 10% 안팎의 시청률으로 조기종영설이 불거지는 소식 이 전해져 많은 시청자들이 종영 반대운동에도 불구하고 결국 SBS는 조기종영 결정을 내려 4개월 남짓여만에 조기종영되었다.
시청률 조사회사 TNS미디어코리아와 닐슨미디어리서치 집계결과 지난 21일 방송된 '혼자가 아니야' 마지막회는 각각 9.3%와 10.2%의 시청률을 기록했다.
한편, 이 프로그램은 빙의와 귀신 분신이라는 독특한 형식과 소재를 취했지만 신동엽과 공형진의 캐릭터를 독창성있게 정형화시키지 못했다는 지적이 있었다.

## 제작진
- 연출: 김태성, 정성은
- 극본: 박혜련, 서은정, 이영철

## 등장 인물
- 신동엽(잡지사 기자 역)

특종은커녕 마감시간 맞추기도 벅차다. 과민성 대장 증후군 때문에 긴장하면 화장실로 직행한다. 감전사고 이후 귀신을 보게 되며, 자칭 수호귀신 형진이 줄곧 곁에 있었다는 것을 알게 된다. 빙의란 장치를 통해 이따금 귀신들의 한을 풀어 주면서 인생의 참된 의미와 사랑의 소중함을 깨닫는다.
- 공형진(귀신 역)

과거 동엽의 어머니와 연인 사이었지만 반대로 이루어진 못하고 억울하게 죽어 이승을 떠돌다 감전사고로 귀신을 보는 능력을 생긴 동엽이 자신의 존재를 알게 된 순간부터 그의 인생에 끊임없이 참견하며 귀찮게 한다. 동엽을 도와준답시고 빙의해, 일을 더 크게 만들기도한다. 상미를 남몰래 짝사랑해 동엽의 몸을 빌려 도와준다.
- 최민용

동엽과 동거하는 백수
- 변정수(잡지사 기자 역)

겉보기엔 도도하고 럭셔리한 명품족처럼 보이지만 알고보면 짝퉁 매니아. 집안의 유일한 수입원으로 집안을 먹여살리는 노처녀가장이다. 조건좋고 능력있는 남자와 결혼하고 싶어한다.
- 임호(잡지사 기자 역)

부당한 일이 닥치면 “오마이갓!”을 연발하며 뉴욕에선 상상 도 할 수 없는 일이라고 흥분한다. 틈만나면 쇼윈도, 핸드폰, 숟가락에 자신의 모습을 비춰보며 흡족해한다. 국내 굴지의 화투 공장 아들이며, 가업을 잇기 싫어 기자가 되었다고... 노처녀 기자(변정수)와 경쟁 관계에 있으면서 사랑을 느낀다.
- 남상미(사진기자 역)

남의 일에 자기가 더 흥분하는 스타일. 학창시절 엄청난 폭탄이었으나, 다이어트와 성형으로 환골탈태했다. 낙천적인 성격으로 어떤 일이 닥치건 무조건 “잘됐어~잘됐어~” 하며 무마한다. 동엽이를 짝사랑한다.
- 공현주(잡지사 기자 역)
- 안내상(편집장 역)

마감때만 되면 신경질적으로 기자들을 괴롭힌다. 특히 무능하고 만만한 동엽이 주요 타깃. 도박으로 재산을 날린 경력 탓에 부인한테 꽉잡혀 사는 공처가.
- 박신혜(안신혜 역, 편집장 딸)
- 이기우(변기우 역, 기자 어시스턴트& 정수 동생)

군대 제대 후 휴학하고 누나인 정수집에 얹혀산다. 딸부잣집 막내아들로 온갖 혜택을 받고 자라 철이없다. 누나의 백으로 잡지사 어시스턴트로 일한다. 입이 가벼워 자기도 모르게 누나의 비밀을 발설하고 다닌다. 허풍이 심하며 항상 진지한 뻥을 쳐서 사람들을 현혹시킨다.
- 김을동(편집장 어머니)

아들 편집장에게 밥한끼라도 해주고 싶어 동엽에게 도움을 청한다.
- 권민중
- 김태연
- 김정은
- 안재욱
- 이영아(신동엽의 과거 회상 두번째 여인 역)
- 송대관
- 홍수현
- 허이재
- 구준엽
- 박건태
- 양재성
- 최종원
- 홍가영
- 서범열
- 박혁권(퇴마사 역)
- 김태호
- 나석민

## 결방
- 2004년 12월 27일 - 송년특집 《장군이네의 특별한 겨울 이야기》편성[9]
- 2005년 2월 7일 - 설 특선영화 《위대한 유산》 편성으로[10] 월화 미니시리즈 《세잎클로버》와 동시 결방

## 시간대 변경
- 2004년 10월 25일 - 6시부터 프로야구 한국시리즈 4차전 《현대 VS 삼성》 중계가 편성되어 9시 55분으로 이동했고 이 과정에서 《장길산》 결방